# Чемпионат России по аэротрубным дисциплинам парашютного спорта 2019
Чемпионат России по аэротрубным дисциплинам парашютного спорта 2019 года прошёл в крупнейшем в Европе аэродинамическом комплексе «Goodsky» в городе Гудермес (Чечня) 3-8 декабря. В соревнованиях приняли участие более 150 участников, представлявшие 56 команд. Чемпионат был отборочным для участия в чемпионате Европы и Кубке мира 2020 года. Особенностью чемпионата было участие в нём инклюзивных команд. Прямые трансляции с чемпионата посмотрели более двух миллионов зрителей.

## Медалисты

### Мужчины
| Дисциплина                                    | Золото                               | Серебро                              | Бронза                               |
| --------------------------------------------- | ------------------------------------ | ------------------------------------ | ------------------------------------ |
| Групповая акробатика — 2                      | «Тульское небо — 1» Тульская область | «Тульское небо — 3» Тульская область | «Тульское небо — 2» Тульская область |
| Групповая акробатика — 4 (16 фигур, 22 блока) | «ИФС Москва» Москва                  | «Русский гром» Рязанская область     | «Тульское небо — 1» Тульская область |
| Динамика — 2                                  | «Team spirit» Москва                 | «Короли неба» Санкт-Петербург        | «Чёрные стрижи» Москва               |
| Динамика — 4                                  | «Короли неба» Санкт-Петербург        | «Space rangers» Санкт-Петербург      | «GoBro M4» Московская область        |

### Женщины
| Дисциплина                                    | Золото                          | Серебро             | Бронза                            |
| --------------------------------------------- | ------------------------------- | ------------------- | --------------------------------- |
| Групповая акробатика — 2                      | «Dispersion» Московская область | «КТ» Москва         | «ВДВ - девчата» Рязанская область |
| Групповая акробатика — 4 (16 фигур, 22 блока) | «Bubbles» Москва                | «Бамбалейла» Москва | «Red Heels» Московская область    |

### Микст
| Дисциплина                                    | Золото                               | Серебро                       | Бронза                             |
| --------------------------------------------- | ------------------------------------ | ----------------------------- | ---------------------------------- |
| Групповая акробатика — 4 (16 фигур, 8 блоков) | «ДахуSим» Московская область         | «ВДВ» Рязанская область       | «Грозные угольки» Москва           |
| Вертикальная акробатика — 4                   | «VerticalFlyStation» Санкт-Петербург | «RVC» Московская область      | «Vacuum на своей волне» Москва     |
| Фристайл                                      | М. С. Разомазов Москва               | Л. А. Штивель Санкт-Петербург | А. Д. Гиренко Свердловская область |

### Микст, юниоры
| Дисциплина                                    | Золото                         | Серебро                            | Бронза                  |
| --------------------------------------------- | ------------------------------ | ---------------------------------- | ----------------------- |
| Групповая акробатика — 4 (16 фигур, 8 блоков) | «ВДВ юниор» Московская область | «СК десантник 3» Рязанская область | «СК десантник 2» Москва |
| Фристайл                                      | В. М. Маркина Москва           | М. А. Силаев Самарская область     | Э. Д. Калугина Чечня    |